# Дзиано-ди-Фьемме
Дзиа́но-ди-Фье́мме (итал. Ziano di Fiemme) — коммуна в Италии, располагается в областиТрентино-Альто-Адидже, в провинции Тренто.
Население коммуны, на 01.01.2023 года, составляло 1757 человек, плотность населения ─ 49,15 чел./км². Коммуна занимает площадь 35,75 км². Почтовый индекс — 38030. Телефонный код — 0462.
Покровительницей коммуны почитается Пресвятая Богородица (Madonna di Loreto), празднование 10 декабря.

## Известные уроженцы
- Ренцо Дзордзи (1946─ 2015) ─ итальянский автогонщик, победитель Гран-при Монако Формулы-3 1975 года.